# Candelaria (El Salvador)
Candelaria es un distrito del municipio de Cuscatlán Sur en el departamento de Cuscatlán, El Salvador. De acuerdo al censo oficial de 2024, tiene una población de 11.307 habitantes.

## Historia
Limita al norte con Cojutepeque , al este con San Ramón , al sur con Santa Cruz Analquito y San Emigdio y al oeste con el Lago de Ilopango.
La localidad surgió de la fusión de los cantones Jilón, Nance Verde y La Ceiba, y fue erigida en pueblo en 1872 por medio de Decreto Presidencial. 
Para enero de 1888, el gobernador José María Rivas informó que la obra principal en el pueblo de Candelaria era la del dique del gran barranco que lo amenazaba; además se había estrenado el altar principal de la iglesia.
Para 1890 tenía una población de 3590 habitantes y en 1906 obtuvo el título de villa; y luego tuvo suficiente población, según la ley, para construir un nuevo municipio. Obtuvo el título de ciudad el 25 de julio de 2002.

## Información general
El distrito cubre un área de 36,73 km² y la cabecera tiene una altitud de 650 m s. n. m. Las fiestas patronales se celebran del 06 al 15 de noviembre en honor a su patrona la virgen del Dulce Nombre de Maria; y sus fiestas titulares se celebran del 24 de enero al 02 de febrero.
Este distrito se comprende de 8 cantones y su cabecera distrital:
- Nance Verde
- La Ceiba
- Miraflores arriba
- Miraflores abajo
- La loma
- Concepción
- El Rosario
- San Antonio
- Candelaria

## Turismo
Los lugares a visitar en el municipio de Candelaria son:
Iglesia municipal católica: la iglesia es moderna debido a su reconstrucción, ya que fue destruida por un terremoto que sufrió El Salvador en el año 2001.
Restaurante La Taberna: es un restaurante que ofrece una comida típica junto con sus "antojitos salvadoreños".
Restaurante Brisas de La Bocana: restaurante con una amplia variedad de exquisitos platillos salvadoreños.